# Haplostoma banyulensis
Haplostoma banyulensis is een eenoogkreeftjessoort uit de familie van de Botryllophilidae. De wetenschappelijke naam van de soort is voor het eerst geldig gepubliceerd in 1909 door Brément.